# Joseph-Gaspard de Tascher de La Pagerie
Pour les autres membres de la famille, voir Famille Tascher.
Joseph-Gaspard Tascher de La Pagerie, né le 5 juillet 1735 au Carbet en Martinique et mort aux Trois-Îlets le 6 juin 1790, est un capitaine de dragons, lieutenant des canonniers bombardiers, chevalier de Saint-Louis.

## Biographie

### Famille
Fils de Gaspard-Joseph Tascher, seigneur de La Pagerie (1705-1767) et de Marie-Françoise Bourreau de La Chevalerie (1709-1784)
Il épouse le 9 novembre 1761, Rose Claire des Vergers de Sannois (1736-1807). 
Le couple aura trois filles :
1. Marie-Josèphe-Rose de Tascher de La Pagerie, (Trois-Îlets à la Martinique, 23 juin 1763 - Malmaison, 29 mai 1814), future Joséphine, impératrice des Français.
2. Catherine-Désirée (11 décembre 1764 - 16 octobre 1777)
3. Marie-Françoise (septembre 1766 - 1791)

Par Marie Anne Adélaïde Mélanie, il est le père de trois autres filles illégitimes :
1. Elizabeth Mélanie Bellaine (Mère de Cyrille Bissette)
2. Félicité Pauline Emmanuelle (Epouse Joseph Julien Frappart (1795-1858)
3. Lérice ou Louise Marguerite (Epouse Louis Barthélemy Frappart)

Le lieutenant Tascher est probablement le père d'Euphémie Lefebvre, née vraisemblablement à la fin des années 1750 et issue d'une femme noire inconnue.

### Dates importantes de sa vie
- 1751 : Page, à Versailles, de Marie-Josèphe de Saxe épouse du dauphin Louis de France (1729-1765), fils de Louis XV et de Marie Leszczyńska.
- 1755 : Sous-lieutenant dans la compagnie franche de la marine, détachée à la Martinique.
- 1758 : Sous-lieutenant dans la compagnie du chevalier Pelletier à la Guadeloupe.
- 1759 : La Martinique est l'un des théâtres de la guerre de Sept Ans (1756-1763). Joseph-Gaspard Tascher de La Pagerie repasse à la Martinique pour la levée du siège. L'île restera anglaise jusqu'au traité de Paris en 1763. Joseph-Gaspard Tascher de La Pagerie continuera à servir en la Guadeloupe, dans la compagnie du chevalier Pelletier, jusqu'en 1762.
- 1762 : Chargé du commandement de la batterie de la Pointe des Nègres et des batteries de la Tapy et de Tartenson
- 1763 : Joseph-Gaspard Tascher de La Pagerie est réformé avec pension. Naissance de son premier enfant, une fille à laquelle il donne le prénom de la Dauphine, Marie-Josèphe.
- 1769 : Lors de la formation des milices, Joseph-Gaspard Tascher de La Pagerie est capitaine d'une compagnie de dragons à Sainte-Lucie.